# Lal Paltan
Lal Paltan (Rode Leger) was een Bengaals tweewekelijks verschijnend blad, dat uitkwam in de Indiase deelstaat West-Bengalen. Het verscheen voor het eerst in oktober 1928. Op de voorpagina stond de hamer en sikkel afgebeeld, het symbool van het communisme. De editor was Bimal Ganguly. De Britse koloniale autoriteiten beschouwden de publicatie als communistisch.